# Гагаринское поле
Гагаринское поле — мемориальный комплекс на месте посадки Юрия Гагарина после выполнения его полёта в космос.

Памятник Ю.А. Гагарину (крупный план)

В 2012 году мемориальный комплекс на месте приземления Юрия Гагарина получил статус «достопримечательное место федерального значения».
После основания «Парка покорителей космоса», первая очередь которого была открыта 9 апреля 2021 года, Гагаринское поле и расположенный на нём мемориальный комплекс входит в состав Парка покорителей космоса.

## Появление первых монументов на месте посадки Гагарина
Самый первый памятный знак, который появился на месте посадки Гагарина, был сделан из фанеры и продержался недолго, до тех пор, пока шли работы над созданием монумента, который должен был здесь расположиться. Позднее рядом появилась временная табличка и фото Юрия Гагарина, а также макет будущей стелы с изображением ракеты.
В 1965 году на месте приземления спускаемого аппарата, в котором Гагарин вернулся на Землю, был установлен памятный монумент в виде стелы, изображающей взлетающую ракету. Данный памятник является уменьшенной копией того, который расположен в Москве на ВДНХ. Высота обелиска с ракетой составляет 27 метров. Автором монумента является скульптор В. М. Колесов.
В 1966 году к месту посадки Гагарина и стеле было проложено асфальтированное шоссе. Спустя пять лет, на десятилетний юбилей полета Гагарина под основанием обелиска была заложена капсула времени с обращением к потомкам, открыть которую надлежало в 2001 году.

## Развитие мемориального комплекса
К двадцатилетию юбилея полёта Гагарина рядом с обелиском был размещён скульптурный памятник Гагарину авторства скульптора Клары Алексеевны Матвеевой. Также в год двадцатилетнего юбилея полета на обелиске была сделана надпись:
«12 апреля 1961 года здесь приземлился первый в мире космонавт Юрий Алексеевич Гагарин»
К полувековому юбилею полёта Гагарина около места приземления космонавта было решено произвести работы по благоустройству прилегающей территории. В ходе этих работ скульпторами М. В. Тихомировым и А. А. Рожниковым в скульптурную группу были включены дополнительные элементы, объединяющие всю группу в единую стилистическую и смысловую композицию. На площади, которая была организована перед стелой с ракетой, разместились барельефы, изображающие Сергея Павловича Королёва и Константина Эдуардовича Циолковского. На пути от трассы к памятнику Гагарину расположилась «Галерея космонавтов», включающая в себя барельефы двенадцати космонавтов, родившихся или проходивших подготовку к космическому полёту в Саратовской области. В список вошли: Герман Титов, Валентина Терешкова, Павел Попович, Владимир Комаров, Константин Феоктистов, Алексей Леонов, Валерий Кубасов, Геннадий Сарафанов, Владимир Ковалёнок, Светлана Савицкая, Сергей Крикалёв, Юрий Шаргин.
В это же время левее памятника Юрию Гагарину был помещён космический корабль «Фотон».
В 2020 году была проведена масштабная реставрация входящих в мемориальный комплекс скульптурных объектов. Реставрация была завершена к шестидесятилетнему юбилею полёта Юрия Гагарина.